# Terminal X

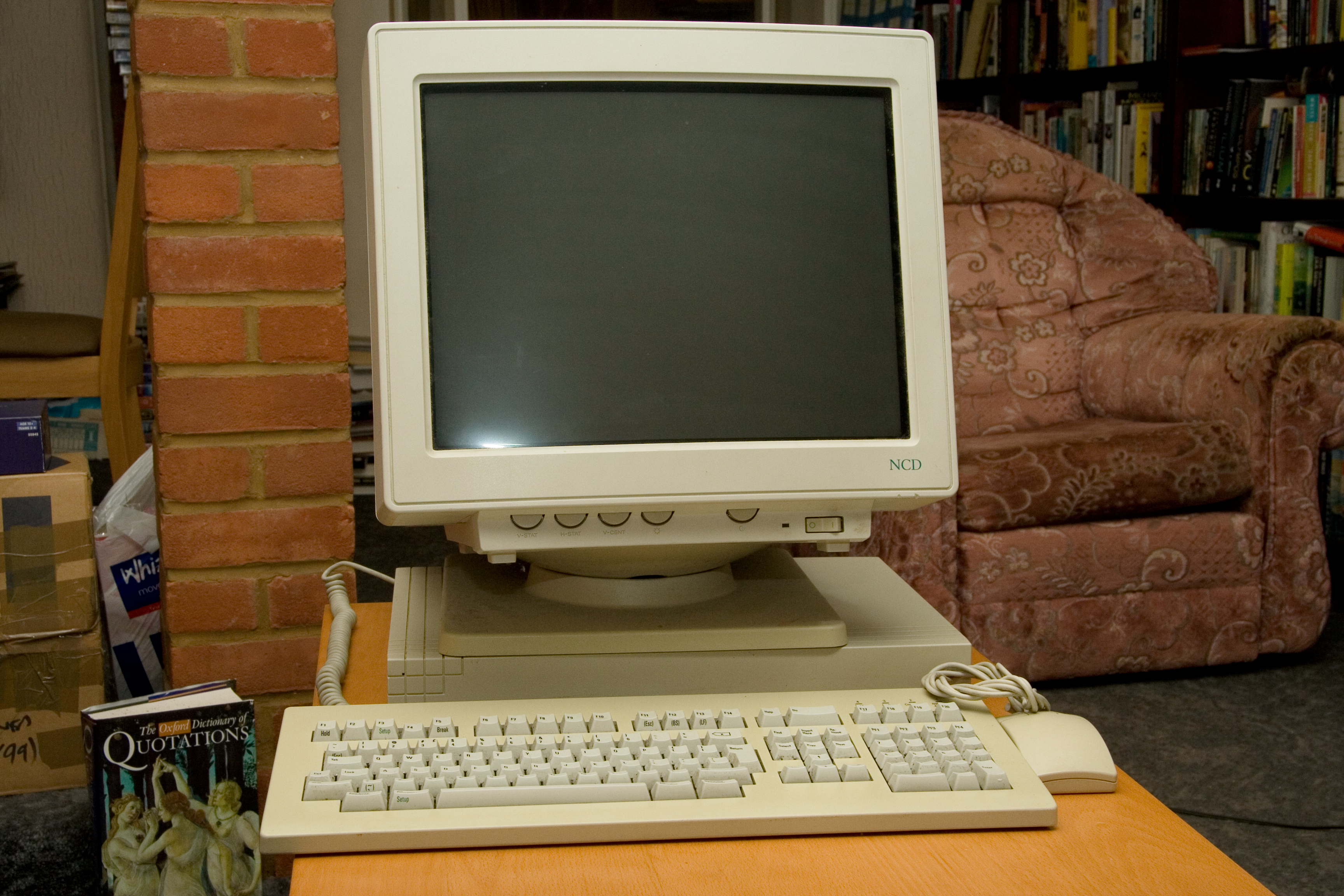
Um terminal NCD-88k X da Network Computing Devices.

Um servidor X roda no terminal X, conectado a um computador central rodando um X display manager. Neste exemplo, programas clientes (xterm e xedit) rodam no mesmo computador.

Em computação, um Terminal X é um terminal de visualização e de entrada de dados para aplicações clientes do X Window System. Os terminais X usufruíram um período de popularidade no início da década de 1990, quando ofereciam um baixo total cost of ownership alternativamente a estações de trabalho Unix completas.
Um terminal X roda um Servidor X (em X, o uso das expressões "cliente" e "servidor" é feito do ponto de vista dos programas: o servidor X fornece uma tela, teclado, mouse e touchscreen para aplicações clientes). Este conecta-se a um X display manager (introduzido na versão X11R3) rodando em uma máquina central, usando XDMCP (X Display Manager Control Protocol, introduzido na versão X11R4).
Thin clients suplantaram os terminais X quando começaram a ser configurados com memória flash adicional contendo software que duplicava muitos dos vários sistemas operacionais da Microsoft, adquirindo assim a habilidade de "compreender" uma gama de protocolos de ambientes de trabalho remotos. Devido à existência de versões de múltiplos protocolos X baseados em software livre, terminais X que não têm essa memória flash extra tornaram-se comercialmente obsoletos e foram substituídos por clientes "leves" de propósito geral e por PCs de baixo custo rodando um servidor X.